# Мейджор (округ)
Округ Мейджор (англ. Major County) располагается в штате Оклахома, США. Официально образован в 1909 году. По состоянию на 2012 год, численность населения составляла 7683 человек.

## География
По данным Бюро переписи США, общая площадь округа равняется 2481,222 км2, из которых 2473,452 км2 суша, и 7,770 км2, или 0,300 %, — это водоёмы.

## Население
По данным переписи населения 2000 года в округе проживает 7 545 жителей в составе 3 046 домашних хозяйств и 2 208 семей. Плотность населения составляет 3,00 человек на км2. На территории округа насчитывается 3 540 жилых строений, при плотности застройки около 1,00-го строения на км2. Расовый состав населения: белые — 94,96 %, афроамериканцы — 0,00 %, коренные американцы (индейцы) — 9,00 %, азиаты — 0,00 %, гавайцы — 0,00 %, представители других рас — 0,00 %, представители двух или более рас — 1,44 %. Испаноязычные составляли 4,02 % населения независимо от расы.
В составе 31,00 % из общего числа домашних хозяйств проживают дети в возрасте до 18 лет, 63,70 % домашних хозяйств представляют собой супружеские пары, проживающие вместе, 6,0 % домашних хозяйств представляют собой одиноких женщин без супруга, 27,50 % домашних хозяйств не имеют отношения к семьям, 13,50 % домашних хозяйств состоят из одного человека. Средний размер домашнего хозяйства составляет 2,44 человека, и средний размер семьи 2,92 человека.
Возрастной состав округа: 24,70 % моложе 18 лет, 6,70 % от 18 до 24, 24,40 % от 25 до 44, 24,90 % от 45 до 64 и 19,40 % от 65 и старше. Средний возраст жителя округа 42 года. На каждые 100 женщин приходится 95,40 мужчин. На каждые 100 женщин старше 18 лет приходится 91,50 мужчин.
Средний доход на домохозяйство в округе составлял 30 949 USD, на семью — 36 888 USD. Среднестатистический заработок мужчины был 28 078 USD против 17 658 USD для женщины. Доход на душу населения составлял 17 272 USD. Около 9,30 % семей и 12,00 % общего населения находились ниже черты бедности, в том числе — 15,10 % молодёжи (тех, кому ещё не исполнилось 18 лет) и 9,30 % тех, кому было уже больше 65 лет.